# Los más sueltos del reggaetón
Los más sueltos del reggaetón es el álbum de estudio debut del dúo puertorriqueño Jowell & Randy. Del nombre de este álbum deriva el apodo de Jowell & Randy como los Más Sueltos. El disco consta de 14 canciones.

## Lista de canciones
| N.º   | Título                                             | Escritor(es)                                                                                     | Duración |  |
| 1.    | «Advertios' están»                                 | R. Ortiz, J. Muñoz, G. Arias                                                                     | 4:00     |  |
| 2.    | «Agresivo II»                                      | R. Ortiz, J. Muñoz, M. de Jesús, G. Arias                                                        | 3:42     |  |
| 3.    | «Primero báilalo»                                  | R. Ortiz, J. Muñoz, G. Arias, D. T. Castro                                                       | 3:59     |  |
| 4.    | «Un hijo en la disco (Remix)» (con Casa de Leones) | H. L. Padilla, J. Borges, M. de Jesús, R. Ortiz, J. Muñoz, A. A. Moreno, W. Moreno, M. Maldonado | 6:05     |  |
| 5.    | «Bajaera de panties» (a.k.a. Eh Oh Eh Oh)          | R. Ortiz, J. Muñoz, V. Félix                                                                     | 3:34     |  |
| 6.    | «Let's Do It»                                      | R. Ortiz, J. Muñoz, V. Félix                                                                     | 4:21     |  |
| 7.    | «Un poco loca» (con De la Ghetto)                  | R. Ortiz, J. Muñoz, S. S. Rivera, G. Arias, D. T. Torres, M. Maldonado                           | 4:33     |  |
| 8.    | «Te ando buscando»                                 | R. Ortiz, J. Muñoz, G. Arias, D. T. Torres, M. Maldonado, V. Félix                               | 3:26     |  |
| 9.    | «Dos palgas»                                       | R. Ortiz, J. Muñoz, G. Arias, J. Santana                                                         | 3:24     |  |
| 10.   | «Soltura»                                          | R. Ortiz, J. Muñoz, G. Arias, D. T. Torres, M. Maldonado                                         | 3:13     |  |
| 11.   | «Sácala a bailar»                                  | R. Ortiz, J. Muñoz, G. Arias, D. T. Torres, M. Maldonado                                         | 3:06     |  |
| 12.   | «Ese amor»                                         | R. Ortiz, J. Muñoz, J. Santana                                                                   | 3:38     |  |
| 13.   | «No te veo (Versión original)»                     | R. Ortiz, J. Muñoz, V. Félix                                                                     | 4:15     |  |
| 14.   | «Que te vaya bien (Remix)» (a.k.a. Nadie como yo)  | M. de Jesús, R. Ortiz, J. Covarrubias                                                            | 3:37     |  |
| 54:38 |                                                    |                                                                                                  |          |  |

## Posicionamiento en listas
| Listas (2008)                        | Mejor posición |
| ------------------------------------ | -------------- |
| Estados Unidos (Latin Rhythm Albums) | 6              |
| Estados Unidos (Top Latin Albums)    | 42             |
| Estados Unidos (Top Heatseekers)     | 21             |

## Certificaciones
| País (Certificador) | Certificación | Ventas certificadas |
| --- | ------------- | ------------------- |
| Estados Unidos (RIAA) | Oro           | 30 000*             |
| ^cifras de envíos basadas únicamente en la certificación xcifras no especificadas basadas únicamente en la certificación |               |                     |